# NGC 5438
NGC 5438 (другие обозначения — NGC 5446, MCG 2-36-29, ZWG 74.75, NPM1G +09.0357, PGC 50112) — галактика в созвездии Волопас.
Этот объект занесён в новый общий каталог несколько раз, с обозначениями NGC 5438, NGC 5446.
Этот объект входит в число перечисленных в оригинальной редакции «Нового общего каталога».